# Голубое (озеро, Киев)
Голубое (укр. Голубе) — озеро, расположенное на территории Подольского района Киева. Площадь — 0,006 км² (0,6 га). Тип общей минерализации — пресное. Происхождение — ледниковое. Группа гидрологического режима — бессточное.
Среди местных жителей распространено название Капелька.

## География
Длина — 0,17 км. Ширина наибольшая — 0,05 км. Озеро не используется.
Расположено на правом берегу Днепра на территории 1-го микрорайона Виноградаря: между проспектами Георгия Гонгадзе (№ 4, 6, 10, 12, 14) и Правды (№ 100, 98, 96Б, 96А, 88А, 88Б). Западнее расположено озеро Синее.
Озерная котловина не правильной округлой формы, вытянутая с запада на восток, которая сужается к востоку. Берега закреплены, при падении уровня воды появляется естественная береговая линия. Нет прибрежно-водной растительности из-за антропогенного влияния, есть водная растительность. Изначально водоём был большей площади.
Территория вокруг озера благоустроена. В период 14.09.2015 — 14.05.2016 были проведены работы по благоустройству (очистка водоёма и ремонт пешеходных зон вокруг него), по заказу Коммунального предприятия Плесо.